# 데스매치
데스매치(영어: Deathmatch) 또는 프리포올(free-for-all)은 슈팅 게임 (FPS)과 실시간 전략 게임 (RTS)에서 자주 사용되고 있는 게임 플레이 모드이다. 일반적으로 데스매치의 목적은 특정 상황 또는 제한에 도달할 때까지 가능한 한 다른 플레이어를 죽여야 하는 것이다. 특정 상황이나 제한에 도달한 플레이어가 있으면 게임은 종료되고 해당 플레이어가 승자가 되거나 그 상황의 누계가 가장 많은 플레이어가 승자가 된다. 격투 게임과 레이싱 게임 등의 장르에서 볼 수 있는 멀티 플레이어의 진화 모드이다. 대표적인 게임으로는 배틀그라운드 (비디오 게임)이 있다.

## 역사
비디오 게임의 맥락에서 데스매치 용어의 기원은 특히 명확하게 정의되어 있지 않기 때문에 경쟁하고 있으며, 일부에서는 이 용어는 게임 디자이너 존 로메로와 프로그래머 존 카맥이 개발한 비디오 게임 《둠》의 LAN 멀티 플레이 모드를 개발하고 있을 때 로메로에 의한 신조어 가능성이 있다. 1990년대 초에 개발 및 출시 된 《월드 히어로즈 2》 또한 초기에 용어를 사용했던 예 중 하나이다. 그러나 후자의 사용법은 게임 자체가 아니라 플레이어의 환경에 대해 언급한 것으로 달랐다. 이러한 주장의 모두 게이머가 사용하는 용어의 일반적인 정의로 두 작품의 10년 이상 전부터 논란이 있다.

## 같이 보기
- 플레이어 대 환경
- 플레이어 대 플레이어
- 배틀 로열 게임